# ザーヒル・シャー
ムハンマド・ザーヒル・シャー（パシュトゥー語: محمد ظاهر شاه, ラテン文字転写: Muhammad Zāhir Shāh、1914年10月15日 - 2007年7月23日）は、アフガニスタン王国最後の国王（在位：1933年11月8日 - 1973年7月17日）。1973年のクーデターで共和制に移行した後も王党派の支持を集めた。

## 生涯

### 生い立ち
バーラクザイ朝を中興したムハンマド・ナーディル・シャー国王の子として生まれた。青少年時代にはフランスに留学し、パリのリセ、パスツール研究所とモンペリエの大学で学んだ。その後アフガニスタンに帰国し、アフガニスタン陸軍の歩兵士官学校に入校した。1931年、ホマイラを妃に迎えた。

### 国王
1933年11月に起きた父の暗殺により王位を継承した。1939年9月に開戦した第二次世界大戦では、1941年10月にイギリスとソビエト連邦はドイツとイタリアなど枢軸国の外交官や民間人の国外追放を要求した。これに対しアフガニスタン政府は、枢軸国のみならず交戦中の全ての国の外交官以外の民間人に国外退去を命じた。
このように、ザーヒル・シャーの統治下で英領インドとソ連、中華民国に挟まれた中央アジアにおける緩衝国家として、日本やドイツ、イタリアや満州国などからなる枢軸国、イギリスやアメリカ合衆国、ソ連と中華民国などからなる連合国の、どちらにもつかない中立国として1945年9月の終戦まで機能していた。
1953年から従兄弟のムハンマド・ダーウードが首相となったが、急進的な改革は世論の反発を受けたため、1963年3月にダーウードを退陣させた。
1960年代に立憲君主制の導入に踏み切り、出版や政党の設立の自由を認め、日本やイギリスの資本導入を行うなど民主化路線を敷いたが、冷戦下において東西両陣営とのバランスを取った外交を行った。なお、1969年4月に国賓として来日した経験がある。

### 亡命
1973年7月18日から目の手術と腰痛の治療のためにイタリアのローマに滞在している最中、ダーウード元首相によるクーデターが発生、8月24日に廃位となり、そのまま帰国することなくイタリアに亡命した。
1978年に起き1989年に終了したソ連のアフガニスタン侵攻に続いて起きた、アフガニスタン内戦においては、一部のパシュトゥーン人勢力や諸外国により和平の中核になることを期待されたが、表立った行動を取ることはなかった。

### 帰国

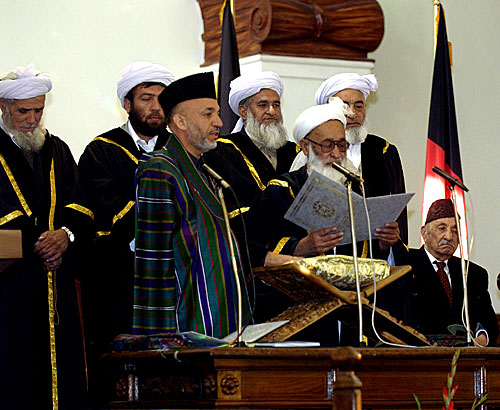
カルザイ大統領の就任に立ち会うザーヒル・シャー（右端）

ターリバーン政権崩壊後、2002年4月に28年ぶりに帰国。ハーミド・カルザイ暫定行政機構議長に歓迎され、カルザイから「国父（ババ＝エ＝ミラート）」の称号を贈られたが、本人や旧王家の人々が復位を特に求めなかった事もあり、王政復古することはなかった。
一方、カルザイを大統領に議長に選出した2002年6月のロヤ・ジルガにおいて、参加した各部族長の間では当初ザーヒル・シャーの復辟が支持されていたという。

### 死去

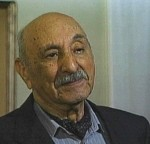
晩年のザーヒル・シャー

晩年はアフガニスタンに住まいを移し、2007年7月23日に、約1ヶ月にわたる病気療養の後（病名の公式発表はなかった）、カーブルの病院で92歳で死去した。
ザーヒル・シャーの廃位後、アフガニスタンでは武力による政権交代が続き、戦争やテロが茶飯事となっている現状から、アフガニスタンが平和だった時代の象徴として懐古されている。

## 人物
- 妻はホマイラ・シャー元王妃。夫との間に9人の子を儲けたが2人は早世、5男2女がある。ホマイラは1973年のクーデターにより、夫や子供、他の旧王族とともにイタリアに亡命、ローマに在住していた。2002年4月の夫の帰国後、新居完成と治安状況の改善を待って自身も帰国する予定で準備を進めていたが、帰国直前の2002年6月24日、高熱と呼吸困難のためローマ市内の病院に入院、6月26日、肺炎のため死去した。6月30日、遺体はカーブルに送られ、王家の廟に合葬された。7月1日、カーブル市内のモスクで葬儀が行われた。
- 息子のアフマド・シャー・ハーン元王太子は、アメリカ・バージニア州アレクサンドリアに定住。父のアフガニスタン帰還後も自身は帰国することなく2024年に死去。現地の墓地に埋葬された。
- アフガニスタン・イスラム共和国の初代大統領ハーミド・カルザイは遠縁に当たる。
- ペルシャ語、英語、フランス語、スペイン語を理解した。